# Корчук Антон Васильович
Антон Васильович Корчук (нар. 4 серпня 2004) — український спортсмен стрибун з трампліна, учасник зимових Олімпійських ігор 2022 року.

## Біографія
У 2020 році виступив на зимових юнацьких Олімпійських іграх у Лозанні, де посів 28-ме місце. У 2020 та 2021 роках виступив на юнацьких чемпіонатах світу. У 2021 році дебютував на дорослому чемпіонаті світу.
У 2022 році зумів кваліфікуватися на зимові Олімпійські ігри у Пекіні. 5 лютого відбувся дебют спортсмена на цих змаганнях. У кваліфікації стрибків із нормального трампліна він зумів обійти одного спортсмена, ставши 52-им, що не дозволило йому пройти кваліфікацію. 

## Виступи на Олімпійських іграх
| Рік  | Місце проведення | НТ | ВТ |
| ---- | ---------------- | -- | -- |
| 2022 | Пекін, Китай     | 52 | 56 |

## Виступи на чемпіонатах світу
| Рік  | Місце проведення      | НТ | ВТ  | К  |
| ---- | --------------------- | -- | --- | -- |
| 2021 | Оберстдорф, Німеччина | 65 | DSQ | 13 |